# Werner von Blomberg

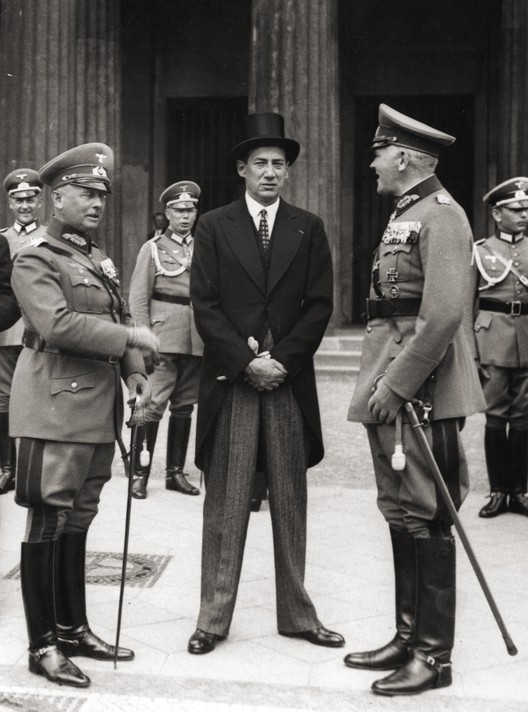
Werner von Fritsch, Józef Beck i Werner von Blomberg, wizyta Becka w Berlinie lipiec 1935

Werner Eduard Fritz von Blomberg (ur. 2 września 1878 w Stargard in Pommern, zm. 14 marca 1946 w Norymberdze) – niemiecki wojskowy, feldmarszałek, szef sztabu generalnego wojsk lądowych (1927–1929), minister obrony (1933–1935) i minister wojny (1935–1938). Jako przeciwnik ekspansywnej polityki został usunięty przez nazistów po oskarżeniach o małżeństwo z prostytutką, jego resort zlikwidowano i zastąpiono Oberkommando der Wehrmacht z wiernym Hitlerowi (który sam przyjął opróżnioną godność zwierzchnika sił zbrojnych) Wilhelmem Keitlem na czele, dzięki czemu naziści przejęli kontrolę nad Wehrmachtem. Wcześniej wykazywał się jednak uległością wobec NSDAP. Uczestnik I wojny światowej.

## Życiorys
Werner Eduard Fritz von Blomberg urodził się na Pomorzu jako najstarszy syn ppłk. Emila von Blomberga i jego żony Emmy.
Wstąpił do armii jako szeregowy w 1894 roku. W marcu 1897 roku został podporucznikiem w 73. Pułku Fizylierów. W latach 1905–1908 pełnił różne funkcje sztabowe i wojskowe w Akademii Wojny. W 1907 awansował na porucznika. W latach 1908–1911 służył w Wielkim Sztabie Generalnym w Berlinie. W 1911 roku został kapitanem, w trzy lata później oficerem dywizji rezerwy. Od początku 1914 r. dowodził kompanią w pułku piechoty. 
Podczas I wojny światowej służył na froncie zachodnim jako oficer w sztabach kolejno XVIII Korpusu Rezerwowego i 7. Armii. W 1916 awansował na majora. Został uhonorowany najwyższym odznaczeniem cesarskim – orderem Pour le Mérite. Od 1919 roku był referentem w Ministerstwie Reichswehry, potem w sztabie 10. Brygady Reichswehry Doberitz. W 1920 awansował na podpułkownika. W latach 1921–1924 był szefem sztabu 5 Dywizji i V Okręgu Wojskowego, a w 1925 roku został szefem wyszkolenia w Ministerstwie Reichswehry. Był zaangażowany we współpracę militarną ze Związkiem Radzieckim i kilkukrotnie tam wyjeżdżał. W roku 1927 został awansowany na generała majora i został szefem Truppenamtu – (urząd podległy Ministerstwu Obrony, a pełniący rolę sztabu generalnego armii niemieckiej, którego istnienie zakazane zostało na mocy traktatu wersalskiego). Ze stanowiska został odwołany w wyniku rozgrywek personalnych wśród wyższych oficerów Reichswehry i w 1929 objął stanowisko dowódcy I Okręgu Wojskowego w Prusach Wschodnich.W 1929 awansował na generała porucznika.
W 1931 pogorszył się stan jego zdrowia po upadku z konia oraz w związku ze śmiercią żony. Z tego powodu został przeniesiony na mało znaczące stanowisko kierownika delegacji wojskowej przy Międzynarodowej Genewskiej Konferencji Rozbrojeniowej. Nieoczekiwanie dostęp do prezydenta Hindenburga wykorzystał w celu podkopania pozycji swoich przeciwników. W 1933 został generałem piechoty i ministrem Reichswehry. Po dojściu do władzy Hitlera zadeklarował wobec niego lojalność, przyjmując „paragraf aryjski” zabraniający Żydom służby w armii i włączający symbol swastyki do jej insygniów. Choć były to głównie symboliczne gesty – przykładowo na nalegania prezydenta Hindenburga żydowscy weterani nie mogli zostać wydaleni, a rzeczywiście ze służby zwolniono jedynie ok. siedemdziesięciu żołnierzy – i tak były znaczącymi ustępstwami na rzecz nazistowskiej ideologii. Początkowo cieszył się dużym autorytetem wśród wojskowych, ale zaczął go tracić z powodu ugodowej postawy wobec NSDAP i usprawiedliwianiu wydarzeń podczas nocy długich noży. W sierpniu 1933 awansował na generała pułkownika. Od maja 1935 roku był ministrem wojny i naczelnym dowódcą Wehrmachtu. 1 kwietnia 1936 roku został feldmarszałkiem. Poparcie Hitlera zaczął tracić z powodu za mało stanowczej jego zdaniem postawy podczas militaryzacji Nadrenii. W dodatku był przeciwny niemieckiej interwencji w wojnie domowej w Hiszpanii, a przygotowywane przez niego plany strategiczne były z założenia defensywne. W 1938 opowiadał się przeciw agresji wobec Czechosłowacji, oceniając, że Wehrmacht będzie gotowy do wojny dopiero w latach 1943-1945. Chociaż ostatecznie się ugiął i przeprowadził operację zajęcia Sudetenlandu, popadł w niełaskę Hitlera.
W styczniu 1938 roku nieoczekiwanie został usunięty z armii i zwolniony ze służby wojskowej. Pretekstem był ślub z 26-letnią urzędniczką państwową Evą Gruhn (świadkami byli Adolf Hitler i Hermann Göring). Policja obyczajowa zawiadomiła berlińską policję kryminalną, że Gruhn była notowana za prostytucję i pornografię, a w młodości uciekła z czeskim Żydem, który prawdopodobnie nakłonił ją, by pozowała do zdjęć. Dla pewności szef berlińskiej policji kryminalnej poprosił generała Keitela o zidentyfikowanie jednego ze zdjęć, ten jednak nie potrafił tego zrobić i udał się do Hermanna Göringa. Ten potwierdził tożsamość Gruhn i poinformował o tym fakcie Gestapo. Powiadomiony o aferze Hitler nakazał usunąć generała z armii i pozbawić go wszystkich tytułów wojskowych.
Jednak prawdziwymi przyczynami odsunięcia feldmarszałka były zawiść Göringa i Heinricha Himmlera o wpływy Blomberga w wojsku oraz niezadowolenie Hitlera z postawy generała, którą dokumentuje raport Hossbacha, adiutanta Hitlera.
Kilka dni później wybuchła afera Blomberga-Fritscha i nastąpiło odsunięcie także generała Wernera von Fritscha oraz innych konserwatywnych, sceptycznych wobec planów Hitlera generałów.
Zamieszkał z żoną w Bad Wiessee w Bawarii. Podczas II wojny światowej zginęło jego dwóch synów. W 1945 roku został aresztowany przez aliantów. Zmarł w norymberskim więzieniu sądowym w marcu 1946 roku.

## Odznaczenia
- Krzyż Żelazny (1914) 
  - II klasy
  - I Klasy
- Pruski Krzyż za Zasługi Wojenne
- Krzyż Rycerski Orderu Rodu Hohenzollernów z Mieczami
- Order Korony IV Klasy
- Order Rodu Hohenzollernów III Klasy z Mieczami i Koroną
- Pour le Mérite
- Bawarski Order za Zasługi Wojenne IV Klasy z Mieczami
- Bawarski Order za Zasługi Wojenne IV Klasy z Mieczami i Koroną
- Krzyż Rycerski Orderu Alberta I klasy z Mieczami
- Hessische Tapferkeitsmedaille
- Brunszwicki Wojenny Krzyż Zasługi 
  - II klasy
  - I klasy
- Krzyż Friedricha Augusta 
  - II klasy
  - I klasy
- Krzyż Hanzeatycki (Brema)
- Krzyż Zasłużonych w Czasie Wojny
- Wojenny Krzyż Zasługi
- Krzyż za Wierną Służbę
- Odznaka za Rany (1918) - czarna
- Złota Odznaka NSDAP